# Something's Got to Give
Something's Got to Give är en ofullbordad film från 1962 i regi av George Cukor. Filmen var Marilyn Monroes sista engagemang i Hollywood. Efter Marilyn Monroes död, gjordes en helt ny filminspelning med ny personal. Produktionen med Marilyn Monroe låg länge ovisad. Den sattes slutligen samman till en 37-minutersfilm, vilken 2001 visades som del av en tvåtimmars TV-dokumentär; dokumentären visades första gången 75 år efter Monroes födelse.
Den 1 juni 1962, på sin 36:e födelsedag, kom hon för sista gången till inspelningsplatsen. En vecka senare, den 8 juni, fick hon sparken från filmprojektet. Monroe ersattes därefter av Lee Remick, men då Dean Martin vägrade en annan motspelare lades projektet snart ned.

## Rollista
- Marilyn Monroe - Ellen Wagstaff Arden
- Dean Martin - Nicholas Arden
- Cyd Charisse - Bianca Russell Arden
- Tom Tryon - Stephen Burkett
- Wally Cox - skoförsäljare
- Phil Silvers - försäkringsförsäljare
- Steve Allen - psykiatriker
- Robert Christopher Morley - Tommy Arden
- Alexandria Heilweil - Lia Arden